# Luke Fildes
Samuel Luke Fildes (Liverpool, 3 ottobre 1843 – Londra, 28 febbraio 1927) è stato un pittore e illustratore inglese.

## Biografia

### Illustratore
All'età di diciassette anni, Luke Fildes divenne uno studente della Warrington School of Art. In seguito studiò al South Kensington Art School dove incontrò Hubert von Herkomer e Frank Holl. Tutti e tre furono influenzati dal lavoro di Frederick Walker, il leader del movimento realista sociale in Gran Bretagna.
Fildes condivise la preoccupazione di sua nonna per i poveri e nel 1869 entrò nello staff del quotidiano The Graphic, un settimanale illustrato edito dal riformatore sociale, William Thomas Luson. Fildes condivise l'idea di Thomas "nel potere delle immagini visive per cambiare l'opinione pubblica su temi come la povertà e l'ingiustizia".
Le sue illustrazione era in bianco e nero, popolari in Francia e in Germania all'epoca. The Graphic pubblicò un'illustrazione del giorno dopo la morte di Charles Dickens, mostrando la sedia vuota di Dickens nel suo studio; questa illustrazione è stata ristampata in tutto il mondo e ha ispirato Vincent van Gogh in una delle sue opere.
Nella prima edizione del The Graphic, nel dicembre 1869, a Fildes venne chiesto di fornire un esempio per accompagnare un articolo sulla legge per i senza tetto. L'immagine prodotta da Fildes mostra una fila di senzatetto che chiedono di passare la notte in casa di lavoro. L'incisione, dal titolo Senza tetto e affamato, è stata vista da John Everett Millais che lo portò all'attenzione di Charles Dickens, che fu così colpito che subito incaricò Fildes di fare un'illustrazione per la sua opera Il mistero di Edwin Drood.
In seguito le sue illustrazioni apparirono su altri periodici come il Sunday Magazine, The Cornhill Magazine e The Gentleman's Magazine. Ha anche illustrato una serie di libri, oltre a Edwin Drood di Dickens, come Catherine di William Makepeace Thackeray (1894).

### Pittore
Fildes divenne ben presto un artista popolare e nel 1870 rinunciò a lavorare per The Graphic e rivolse la sua attenzione alla pittura ad olio. Tra le sue opere The Casual Ward (1874), Il Vedovo (1876), The Wedding Village (1883), Al-fresco Toilette (1889) e Il dottore (1891), ora al Tate Britain. Dipinse anche una serie di immagini di vita veneziana e molti ritratti notevoli, tra cui i ritratti di commemorazione dell'incoronazione di Edoardo VII. È stato eletto un associato della Royal Academy (ASA) nel 1879 e Royal Academician (RA) nel 1887. Fildes ha prodotto un gran numero di caricature di Vanity Fair con il nome di "ELF". Lui e Henry Woods sono stati considerati come i leader della scuola neo-veneta.
Alla morte del primo figlio, l'immagine del medico al fianco di suo figlio lasciò un ricordo indelebile di devozione professionale che ha ispirato Fildes, nel 1891, per l'opera Il Dottore.

### Matrimonio
Nel 1874 sposò Fanny Woods, anche lei un'artista e la sorella di Henry Woods. Ebbero due figli:
- Philipp (1875-1877)
- Paul (1882-1971)

### Galleria d'immagini

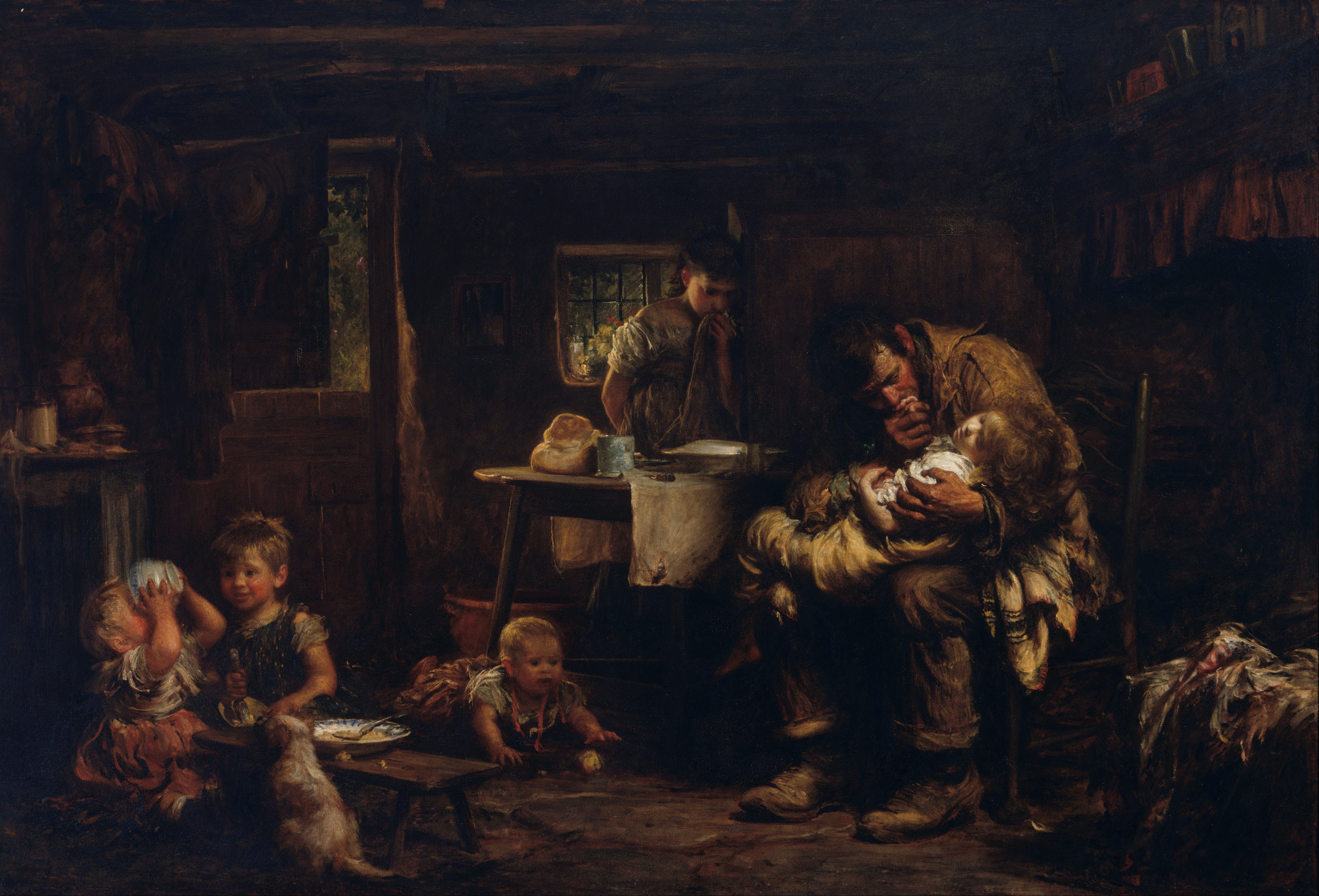
Il vedovo (1875-1876)
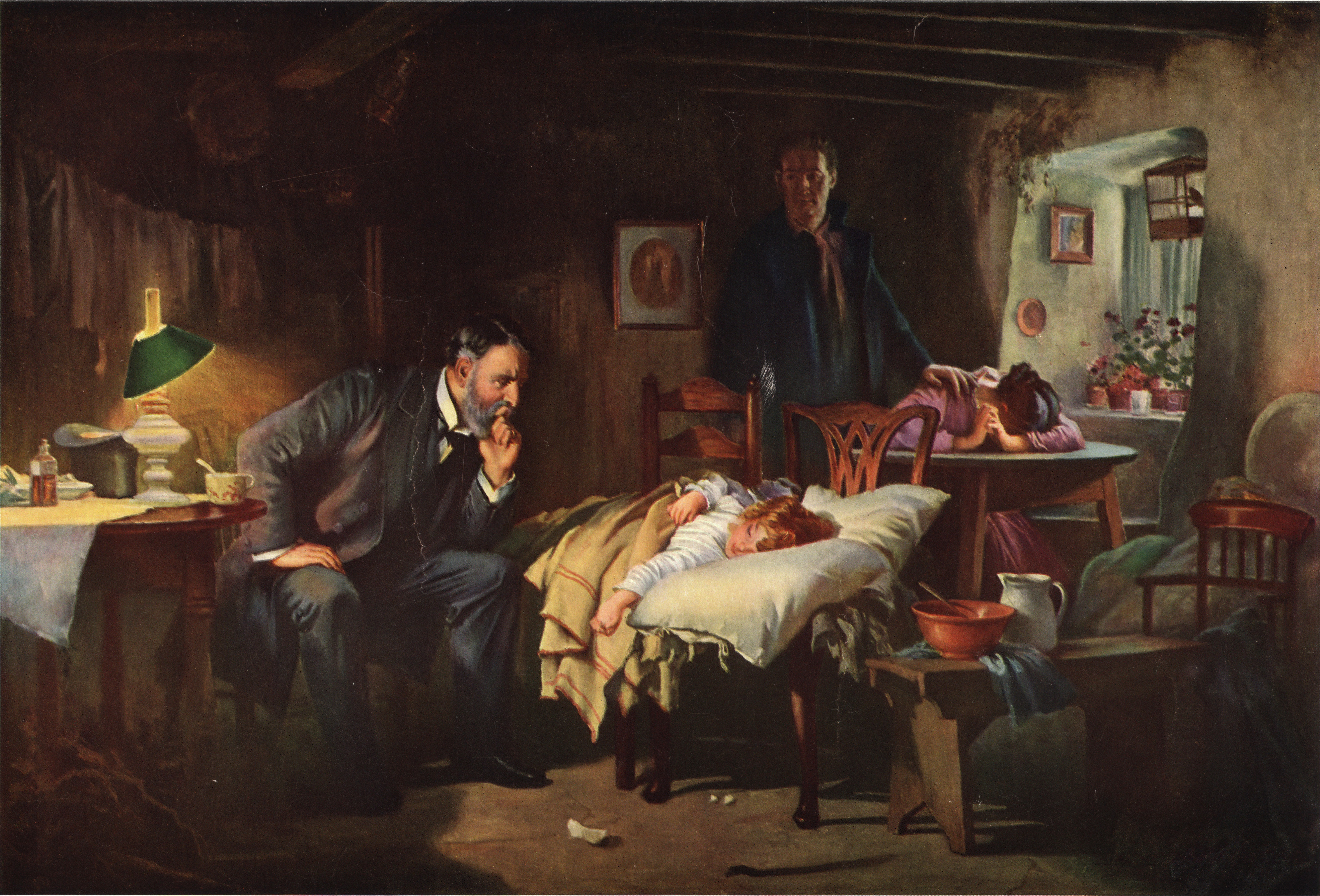
Il dottore (1891)
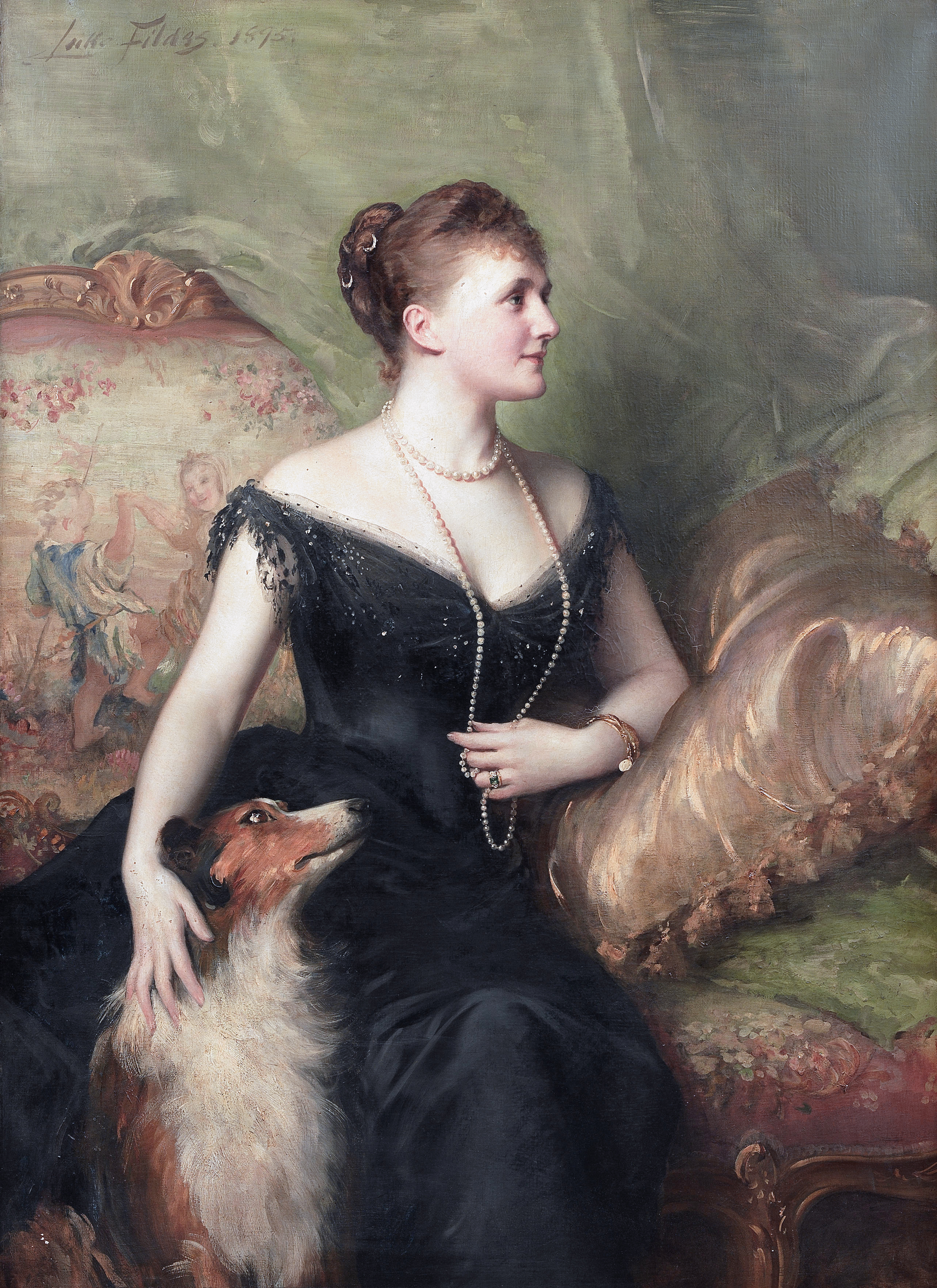
Mary Venetia Cavendish-Bentinck (1895)
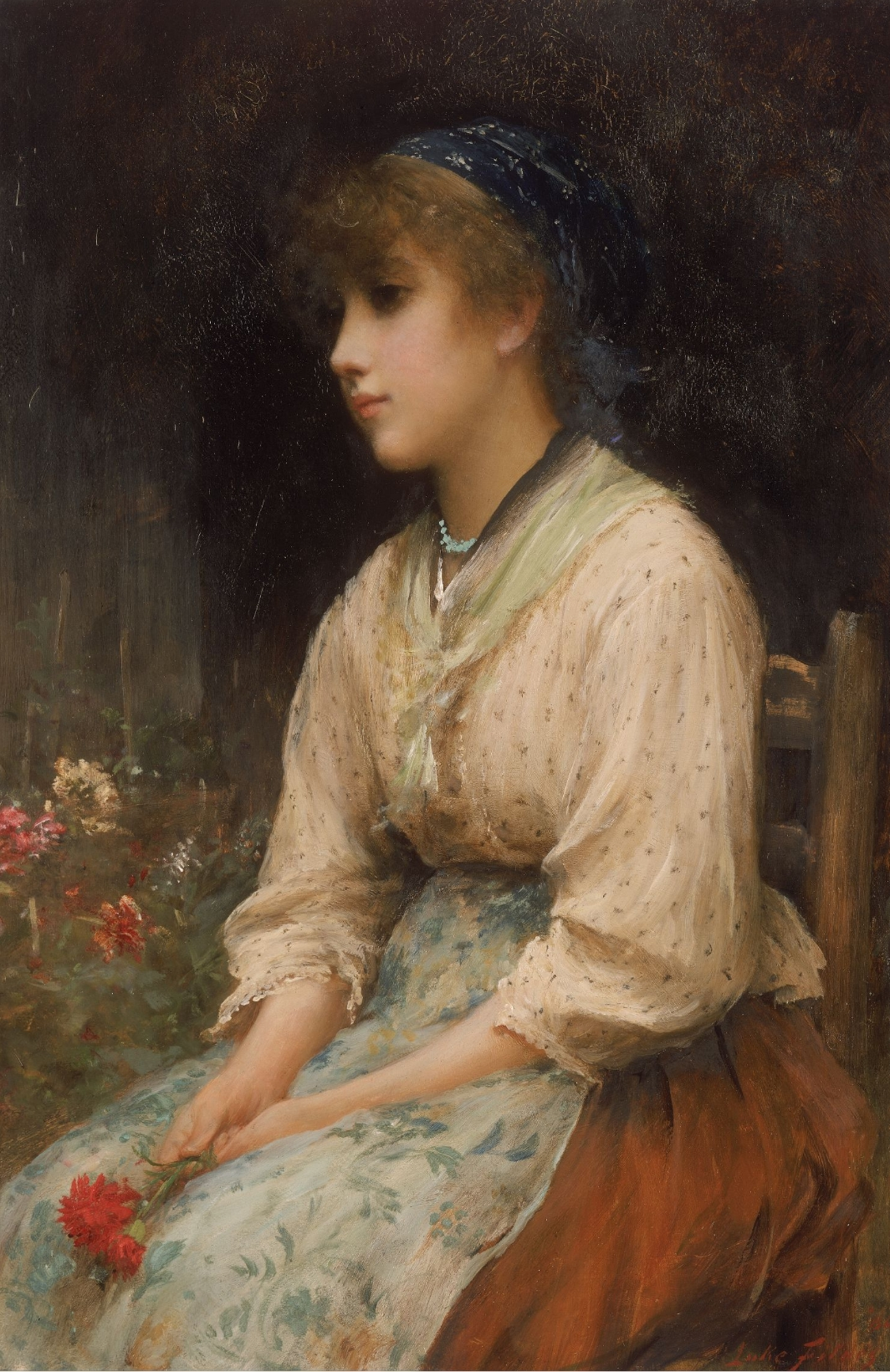
Fiorista (1877)